# Randenbroek (park)

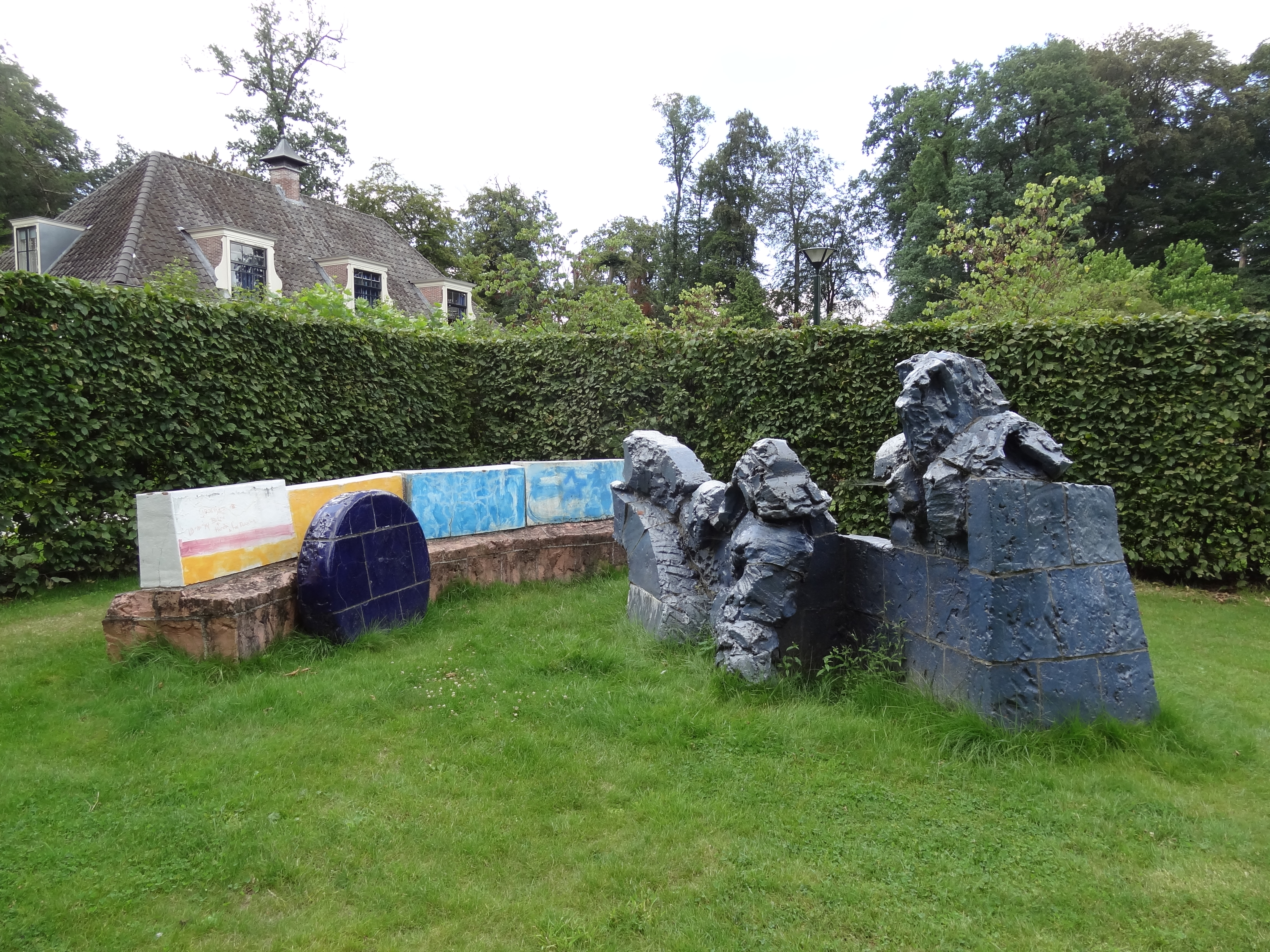
Keramiek van David van de Kop in het park, nabij Het Witte Huis

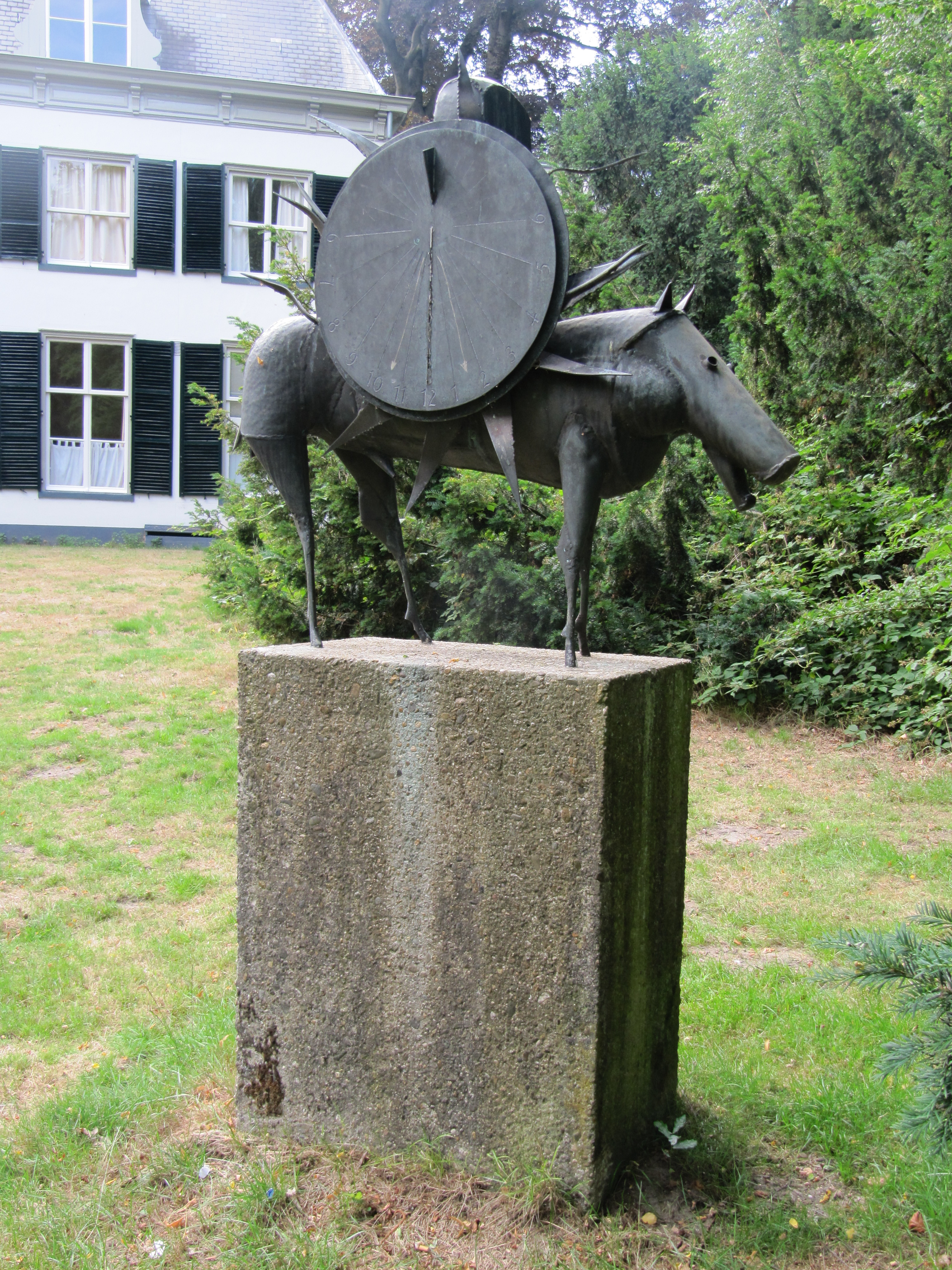
Plaatstaalsculptuur Zonnewijzer/Ruiter te paard van Aart van den IJssel, met op de achtergrond het hoofdgebouw (Het Witte Huis)

Randenbroek is een in oorsprong middeleeuws huis en landgoed, nu stadspark in Amersfoort, gelegen aan de rand van een moerassig gebied (broek), op een van de zandhoogten ten oosten van de Heiligenbergerbeek die langs de Utrechtse Heuvelrug loopt.

## Geschiedenis
De heuvels in Park Randenbroek zijn rivierduinen die hier zo'n 10.000 jaar geleden na de laatste ijstijd zijn ontstaan. De Heiligenbergerbeek sleep in die tijd een lage bedding uit waardoor de hogere oeverlanden uitdroogden. De wind liet het zand vervolgens opstuiven tot heuvels. De hoogste heuvel in het park is 11.7 m hoog.
Al in 1249 wordt een Everard van Randenbroek genoemd. In 1325 wordt de ambachtsman Arnoud, heer van IJsselstein, door de bisschop van Utrecht met het goed beleend.
Tussen 1605 en 1660 was het huis in bezit van de familie Van Campen. In 1626 erfde de bekende architect en schilder Jacob van Campen het huis, waar hij in 1657 overleed. In 1646 kwam Jacob van Campen met de eigenaar van de Heiligenberg overeen om de weg naar de ingangspoort van zijn park recht door te trekken naar de Heiligenberg. Zo ontstond de huidige Heiligenbergerweg.
Hendrik van Lunteren gaf in de eerste helft van de 19e eeuw het park een nieuw ontwerp.
Er zijn vijf panden binnen het park, waarvan de duiventoren een bronsgieterij huisvest, het koetshuis een poppentheater en de voormalige oranjerie het atelier van beeldhouwer en restauratiebeeldhouwer Ton Mooy. De oranjerie was van 1954 en 1989 het atelier van de beeldhouwer en bronsgieter Pieter Starreveld. Een aantal bronzen koppen van Starreveld zijn begin 21e eeuw gestolen.

## Natuur
Park Randenbroek is een stukje groen midden in Amersfoort. Ondanks zijn geringe oppervlakte kent het park een grote verscheidenheid aan bomen en struiken, planten en dieren. Het park telt zeker vijfendertig soorten bomen en struiken, vijftig soorten planten en over een jaar gemeten zijn er vijfendertig soorten vogels en zes soorten vleermuizen te zien waaronder de laatvlieger, de dwergvleermuis, de grootoorvleermuis, de watervleermuis, de ruige dwergvleermuis en de rosse vleermuis. De rosse vleermuis is de enige soort waarvan bekend is dat zij jongen krijgt in het park.
In het noordoosten van het park zetelt al meer dan 30 jaar een reigerkolonie. Het aantal nesten varieert. Op het moment zijn er ruim 40 nesten hoog in de bomen te zien. De reigers zijn in het park aanwezig van februari tot juli.
De Heiligenbergerbeek langs Park Randenbroek voorziet de stad van vers water. Met dat water en de beekoevers dringt ook de natuur via het Heiligenbergerbeekdal tot diep in de stad door.

## Beeldentuin
De moestuin, gelegen aan de oranjerie, werd vanaf 2016 veranderd in een vrij toegankelijke beeldentuin. Er bevinden zich onder andere twee sculpturen van de voormalige bewoner van de oranjerie, Starreveld. Verder staan er werken van Ingrid Mol, Nicolaas Dings, David van de Kop, Felix van der Linden en Michiel Jansen.

## Visie
Gemeente Amersfoort heeft in 2009 een structuurvisie Park Randenbroek en omgeving vastgesteld dat voorziet in de verdere ontwikkeling van een groen gebied vanaf de snelweg A28 tot aan de Bisschopsweg, waarin natuur, sport en cultuur samen zullen gaan.
Eind 2012 zijn 1800 bomen gekapt. De visie hierachter is dat men middels op Engelse tuinen gestoelde zichtlijnen de omringende sportvelden, flats en wegen goed moet kunnen zien.

## Blikseminslag
Op 6 mei 2015 werden twee bezoekers in het park gedood door blikseminslag.
Kasteel Ter Aa (Breukelen) ·
Aastein ·
Slot Abcoude ·
Amaliastein ·
Nieuw-Amelisweerd ·
Oud-Amelisweerd ·
Kasteel Amerongen ·
Kasteel Batestein (Harmelen) ·
Kasteel Batestein (Vianen) · 
De Beest ·
Bergestein ·
Beverweerd ·
Blasenburg ·
Blikkenburg ·
Blommesteyn ·
Bolenstein ·
Bolsweerd ·
Bottestein ·
Kasteel Broekhuizen ·
Bruinenburg ·
Huis Cammingha ·
Clarenborg ·
Coelhorst ·
De Batau ·
Dompselaer ·
Huis Doorn ·
Drakenburg (kasteel) ·
Drakensteyn ·
Kasteel Duurstede ·
Huis Ter Eem ·
Eijkelenburg ·
Emmickhuizen ·
Den Engh ·
Essenstein ·
Everstein (Everdingen) ·
Everstein (Jutphaas) ·
Den Eyck ·
Galesloot ·
Kasteel Geerestein ·
Gildenborgh ·
Kasteel Ten Goye ·
Grauwert ·
Grijpestein ·
Groenestein (Langbroek) ·
Kasteel Groeneveld (Baarn) ·
Groenewoude (Woudenberg) ·
Gunterstein ·
Kasteel de Haar ·
Kasteel Hagestein ·
Hamtoren ·
Kasteel Hardenbroek ·
Huis Harmelen ·
Ridderhofstad Heemstede ·
Kasteel Heemstede ·
Heimenberg ·
Heimerstein ·
Huis Herlaar ·
Ter Heul ·
Heulestein ·
Hindersteyn ·
Kasteel Ter Horst (Achterberg) ·
Isselt ·
Kasteel IJsselstein ·
Jagenstein ·
Kersbergen ·
Killestein ·
Kronenburg (kasteel) ·
Kasteel Levendaal ·
Lichtenberg (Woudenberg) ·
Lievendaal (Amerongen) ·
Landgoed Linschoten ·
Kasteel Linschoten ·
Lockhorst ·
Kasteel Loenersloot ·
Kasteel Lunenburg ·
Huis Maarsbergen ·
Marckenburg ·
Ter Meer ·
Ter Mey (Haarzuilens) ·
Huis te Mijdrecht ·
Huis te Mijnden ·
Kasteel Moersbergen ·
Kasteel Montfoort ·
Natewisch ·
Te Nesse ·
Kasteel Nijenrode ·
Nijenstein ·
Nijeveld ·
Noordwijk (Langbroek) ·
Huis te Oosterwijk ·
Oostwaard (Utrecht) ·
Op de Bol ·
Oud-Broekhuizen ·
Ridderhofstad Oudaan ·
Huis Oudegein ·
Oudenhorst ·
Plettenburg (kasteel) ·
Huis De Polle ·
Prattenburg ·
Kasteel Putkop ·
Randenbroek (park) ·
Remmerstein ·
Kasteel Renswoude ·
Rhijnauwen ·
Kasteel Rhijnestein ·
Huis Riebeek ·
Kasteel Rijnenburg ·
Rijnestein ·
Rijneveld ·
Kasteel Rijnhuizen ·
Rijningen ·
Huis Rijnsweerd ·
Rijpickerwaard · 
Kasteel Rijsenburg ·
De Roetert ·
Rumelaar ·
Kasteel Ruwiel ·
Royestein ·
Kasteel Sandenburg ·
Kasteel Schalkwijk ·
Kasteel Schonauwen ·
Schurenburg ·
Snaafburg ·
Snellenburg ·
Paleis Soestdijk ·
Steenhuis (Lopik) ·
Kasteel Sterkenburg ·
Stormerdijk ·
Landgoed Stoutenburg ·
Ten Massche ·
Valkenburg (Rhenen) ·
Huis te Velde ·
Kasteel Veldenstein ·
Hofstede te Vliet ·
Huis te Vleuten ·
Huis te Vliet (Lopik) ·
Huis te Vliet (Oudewater) ·
Vogelpoel ·
Huis te Voorn ·
Vredelant ·
Vronestein ·
Vuijlcop ·
Kasteel Walenburg ·
Wayenstein (Amerongen) ·
Kasteel Weerdenburg ·
Weerdesteyn ·
Weerestein ·
Hof ter Weyde ·
Wickenburgh ·
Wijnestein ·
Wiltenburg (Utrecht) ·
Kasteel van Woerden ·
Huis Woudenberg ·
Huis te Woudenberg (I) ·
Huis te Woudenberg (II) ·
Wulven ·
Kasteel Oud-Wulven ·
Wulvenhorst ·
Slot Zeist ·
Kasteel Zuilenburg ·
Zuileveld ·
Slot Zuylen ·
Huis Zuylenstein